# Armadillidium mateui
Armadillidium mateui là một loài chân đều trong họ Armadillidiidae. Loài này được Vandel miêu tả khoa học năm 1953.